# 莱维敦 (波多黎各)
莱维敦（Levittown）是波多黎各最大的规划社区之一。它是圣胡安的一个郊区，为下托阿的一部分。人口26960人（2010年）。
莱维敦由莱维特公司创建于1963年。
莱维敦以其浅蓝色的大型水塔（现在改建成一个公共图书馆）而闻名，这是波多黎各第一个为住宅提供饮用水的水塔之一。